# 加古川ゴルフ倶楽部
加古川ゴルフ倶楽部(かこがわごるふくらぶ)は、兵庫県加古川市にあるメンバーシップ制のゴルフ場。

## 住所
- 〒675-1212　兵庫県加古川市上荘町井ノ口925

## アクセス

### 車の場合
- 加古川バイパス/加古川ICより10km
- 山陽自動車道/三木小野ICより9km

### 電車の場合
- 利用路線 JR山陽本線・加古川駅下車

## トーナメント開催情報
- 関西オープン - 2007年
- 日本学生ゴルフ選手権競技 - 2013年